# Ланьяу, Йозеф
Йозеф Ланьяу (нидерл. Joseph Lanjouw, 1902—1984) — нидерландский ботаник-систематик в Утрехте, один из основателей Международной ассоциации по таксономии растений. Ланьяу, А. А. Пулле и их ученики в литературе получили название «Утрехтской школы ботаники».

## Биография
Йозеф Ланьяу родился в Амстердаме 21 августа 1902 года в семье Яннеса Ланьяу и Хелены Элисабет Лаус. Среднее образование получал в Утрехте, в 1922 году поступил в Утрехтский университет. С 1926 года Ланьяу работал ассистентом профессора Августа Адриана Пулле в Университете, в 1927 году стал куратором. В 1929 году он защитил диссертацию, посвящённую растениям Суринама из семейства Молочайные, и получил степень доктора. В 1932 году Пулле и Ланьяу начали издавать серию монографий флоры этого региона.
В 1935 году Ланьяу был секретарём Международной комиссии по таксономии растений. На протяжении многих лет он работал над созданием единого каталога гербариев мира и собирателей растений. Вследствие огромного размера работы, а также проходившей в это время Второй мировой войны первое издание Index herbariorum вышло только в 1952 году.
С 1949 года Йозеф Ланьяу был профессором ботаники Утрехтского университета, сменив в этой должности Пулле. В 1950 году при его непосредственном участии во время Международного ботанического конгресса в Стокгольме была организована Международная ассоциация по таксономии растений (IAPT). С 1951 года ей издаётся журнал Taxon. В 1958 году Ланьяу был избран в Нидерландскую королевскую академию наук.
В 1971 году Ланьяу ушёл с должности полного профессора, став экстраординарным профессором. Через год он ушёл на пенсию.
5 января 1984 года Йозеф Ланьяу скончался.

## Некоторые научные публикации
- Lanjouw, J. The Euphorbiaceae of Surinam. — 1931. — 195 p.
- Flora of Suriname / ed. by A.A. Pulle, J. Lanjouw & A.T. Stoffers. — 1932—1978.

## Некоторые виды растений, названные в честь Й. Ланьяу
- Anthurium lanjouwii A.M.E.Jonker & Jonker, 1966
- Gravisia lanjouwii L.B.Sm., 1956 [≡ Aechmea lanjouwii (L.B.Sm.) L.B.Sm., 1970
- Taraxacum lanjouwii Soest, 1966